# Powiat Nakagawa (Teshio)
Powiat Nakagawa (jap. 中川郡 (天塩国) Nakagawa-gun (Teshio no kuni)) – powiat w Japonii, w prefekturze Hokkaido, w podprefekturze Kamikawa. W 2024 roku liczył 5801 mieszkańców.

## Miejscowości
- Bifuka
- Nakagawa
- Otoineppu